# Rocket Lab Launch Complex 1
Rocket Lab Launch Complex 1 (noto anche come Mahia Launch Complex) è uno spazioporto commerciale situato vicino a Ahuriri Point, all'estremità meridionale della penisola di Mahia, sulla costa orientale dell'Isola del Nord della Nuova Zelanda. È di proprietà e gestito dalla società di voli spaziali privati Rocket Lab e supporta il lancio del razzo Electron della società per i nanosatelliti CubeSat. La struttura è stata inaugurata il 26 settembre 2016 (UTC). Con il lancio di Electron il 25 maggio 2017, è diventato il primo spazioporto privato a ospitare un tentativo di lancio orbitale e il primo sito in Nuova Zelanda a ospitare un tentativo di lancio orbitale. Con il lancio di Electron del 21 gennaio 2018, è diventato il primo spazioporto privato a ospitare un lancio orbitale di successo.

## Posizione
Lo spazioporto si trova vicino a Ahuriri Point sulla punta meridionale della penisola di Mahia in Nuova Zelanda, nella regione di Hawke's Bay sulla costa orientale dell'Isola del Nord. Il sito è un altopiano rialzato circondato su tre lati da scogliere e ad un'altitudine di 104 metri. L'unico accesso stradale è un'unica strada che porta a nord dal sito. Questo attraversa l'istmo che collega la penisola con il resto dell'Isola del Nord. La città più vicina, Wairoa, si trova a 50 km a nord-ovest del sito di lancio, vicino alla curva di Hawke Bay.

## Descrizione
Il Launch Complex 1 presenta una piattaforma e una torre di lancio da 50 tonnellate, un hangar per i razzi Electron e serbatoi di stoccaggio per ossigeno liquido e cherosene. Durante la fase di test delle operazioni di lancio, iniziata a maggio 2017, la zona di esclusione aveva un raggio di 8 km dalla piattaforma e si è ridotta di dimensioni una volta che il sito è diventato commercialmente operativo.

## Storia

### Opzioni per il sito di lancio
Rocket Lab, il 1º luglio 2015, ha annunciato di aver selezionato Kaitorete Spit, nell'Isola del Sud della Nuova Zelanda, vicino a Canterbury, come sito della struttura di lancio per il suo razzo Electron e che aveva programmato la costruzione del complesso entro la fine dell'anno. Sebbene il sito non consentisse lanci equatoriali a causa della presenza della penisola di Banks a est, era favorevole ai voli eliosincroni, che la compagnia riteneva sarebbero stati di primario interesse per i suoi clienti. Il sito era anche logisticamente favorevole in quanto la società voleva costruire un impianto di produzione di razzi nella vicina Christchurch.
Il sito della penisola di Mahia è stato menzionato nell'agosto 2015 come possibile secondo complesso di lancio. Era stato visitato per la prima volta da funzionari dell'azienda nell'aprile 2015 come parte della loro ricerca iniziale per i siti di lancio, e si stavano preparando a presentare una richiesta per i fondi necessari alla costruzione. A metà ottobre, la domanda era stata approvata dal Consiglio distrettuale di Wairoa e dal Consiglio regionale di Hawke's Bay solo sette giorni dopo la sua presentazione, con la camera di commercio di Gisborne e l'Eastland Community Trust che lavoravano con Rocket Lab per sostenere la sua offerta per il sito di Mahia.

### Decisione per Mahia
Il 23 novembre 2015, Rocket Lab ha dichiarato che il sito della penisola di Mahia sarebbe stato la struttura di lancio prioritaria a causa dei ritardi nell'ottenere i consensi per le risorse per lo sviluppo a Kaitorete Spit.
Sebbene alcune autorizzazioni fossero state ottenute per Kaitorete, (come i permessi per l'acqua piovana e per le emissioni in aria da Environment Canterbury, un permesso costiero per l'occupazione dell'area e un permesso del Dipartimento di conservazione) il Consiglio comunale di Christchurch non ha autorizzato la costruzione del sito di lancio a causa di un'incompleta valutazione dell'impatto culturale, che ha bloccato le operazioni ai sensi delle sezioni 95 e 104 del Resource Management Act 1991. La società ha affermato che gli sforzi continueranno per ottenere il consenso per un complesso di lancio su Kaitorete Spit a causa della sua superiorità logistica e della prevista necessità di strutture aggiuntive, ma che il sito di Mahia offriva un corridoio di lancio migliore e la possibilità di effettuare più lanci a causa della sua posizione geografica e grazie allo scarso traffico aereo. Il sito di Mahia è concesso in licenza per un ritmo di lancio massimo di una volta ogni 72 ore per un periodo di 30 anni, Rocket Lab afferma che il ritmo di lancio medio sarà di una volta alla settimana, mentre il sito di Kaitorete avrebbe avuto la licenza per il lancio solo una volta al mese.
L'azienda ha iniziato i lavori a Mahia nel dicembre 2015 ed entro giugno 2016 la maggior parte dei lavori infrastrutturali erano stati completati, compresi gli aggiornamenti alle strade e ai servizi Internet, e stavano procedendo i lavori sulle infrastrutture elettriche, meccaniche e di comunicazione. Rocket Lab ha firmato un accordo con il fornitore di servizi di traffico aereo Airways New Zealand all'inizio di settembre 2016 per sviluppare uno "spazio aereo per usi speciali" e garantire un'attività di volo regolare, che la società stima potrebbe essere fino a 100 lanci all'anno.
Il sito della penisola di Mahia, denominato Rocket Lab Launch Complex 1, è stato ufficialmente inaugurato il 26 settembre 2016 in una cerimonia presieduta dal ministro per lo sviluppo economico Steven Joyce. Vi hanno partecipato circa 240 persone, inclusi dipendenti dell'azienda, proprietari terrieri locali e il leader del partito laburista Andrew Little.

### Storia dei lanci

#### Pad A
Sul Pad A o LC-1A Rocket Lab ha effettuato il primo volo di prova del suo razzo Electron, denominato "It's a Test", il 25 maggio 2017 alle 04:20 UTC, dopo essere stato posticipato tre volte a causa del maltempo durante la finestra di lancio dal 21 maggio al 1 giugno. Sebbene il lancio dal Launch Complex 1 ha avuto successo, il razzo non è riuscito a raggiungere la sua orbita eliosincrona programmata tra 300 km e 500 km, arrivando solo a circa 249 km.
Il secondo lancio dalla rampa di lancio ha avuto luogo il 21 gennaio 2018 alle 01:43 UTC, riuscendo a raggiungere l'orbita con successo. Il razzo Electron, chiamato "Still Testing", trasportava un satellite Dove Pioneer per Planet Labs, due satelliti Lemur-2 per Spire Global e Humanity Star.

#### Pad B
Il 19 dicembre 2019, Rocket Lab ha annunciato di aver iniziato la costruzione di un secondo pad a LC-1, noto come LC-1B per soddisfare l'aumento del ritmo di lancio. La costruzione dovrebbe essere completata entro la fine del 2020.